# George Becali
George "Gigi" Becali (n. 25 de juny de 1958, a Zanga, Brăila, Romania) és un empresari i polític romanès, líder del Partit de la Nova Generació - Cristià Demòcrata. També és propietari del FCSB.
La seva família va ser deportada a la plana de Bărăgan per les autoritats comunistes, a causa de la seva associació amb la Guàrdia de Ferro abans de la Segona Guerra Mundial.
Els seus cosins, Victor Becali i Ioan Becali, són importants empresaris en el futbol romanès. El 1994, es va casar amb Luminia, onze anys més jove; els dos tenen tres filles : Teodora (n. 1996), Alexandra (n. 1997) i Cristina (n. 2001).
Després de les inundacions de 2005 a Romania, va contribuir amb 4 milions de dòlars a la reconstrucció de gairebé 200 cases del poble Vulturul, al districte de Vrancea, que havia estat destrossat pel desbordament del riu Siret. Com a conseqüència, els habitants del poble van voler canviar el nom del poble a Vulturul Becali, en el seu honor.
Els seus trets característics són la seva omnipresència en els mitjans de comunicació romanesos, particularment en els programes d'esports, amb aparicions provocadores i grolleres. La seva actitud política és una barreja entre la ideologia ultraconservadora juntament amb trets radicals com la incitació en contra dels homosexuals, la negació de l'Holocaust a Romania i potser un tipus de fonamentalisme ortodox.
Els milions d'actius de Becali han estat obtinguts a través de transaccions immobiliàries. A causa dels dubtes legals per algunes d'aquestes operacions, el fiscal ha iniciat accions en contra seu.

## Vincles
- Webseite von George Becalis Partei Partidul Noua Generaţie Arxivat 2005-12-01 a Wayback Machine.
- Becali im Gespräch mit Antena 1 Reportern
- Becali im Gespräch mit dem Tagesspiegel